# 40.ª Brigada de Artillería (Ucrania)
La 40.ª Brigada de Artillería: es una unidad militar de artillería de las Fuerzas Terrestres de Ucrania, con sede en Pervomaisk . La unidad se activó el 25 de mayo de 2015. El 23 de agosto de 2020, la Brigada recibió el título  honorífico de ''Gran Duque de Lituania Vitautas El Grande".
Durante la invasión rusa de Ucrania en 2022, la brigada recibió el premio honorífico recientemente establecido de "Por valor y valentía" del Presidente ucraniano Volodímir Zelenski por su servicio en defensa de Járkov.

## Estructura actual
A partir de 2017 la estructura de la brigada es la siguiente:
- 40.ª Brigada de Artillería, Pervomaisk
  - Cuartel General y Batería del Cuartel General
  - 1.er Batallón de Artillería de Obús (2A36 Hyacinth-B)
  - 2.º Batallón de Artillería de Obús (2A36 Hyacinth-B)
  - 3.er Batallón de Artillería de Obús (2A65 Msta-B)
  - 4.º Batallón de Artillería de Obús (2A65 Msta-B)
  - 5.º Batallón de Artillería Antitanque (MT-12 Rapira)
  - Batallón de Reconocimiento de Artillería
  - 19.º Batallón de Infantería Motorizada "Dnipro-2"
  - Compañía de Ingenieros
  - Compañía de Mantenimiento
  - Compañía Logística
  - Pelotón Defensa Nuclear, Radiológica, Biológica y Química